# Laufer Tor
Das Laufer Tor war ein Tor im Nordosten der Nürnberger Stadtmauer. Heute bezeichnet der Begriff die Straße über den ehemaligen Stadtgraben.

## Beschreibung
Das Tor ist bereits 1377 als Teil der letzten Stadtmauer belegt und übernahm die Funktion des Laufer Schlagturms der vorletzten Stadtmauer. Es nahm den Verkehr der Goldenen Straße von Sulzbach und Prag sowie der nach Norden führenden Straße von Bayreuth auf. Der Zugang zur Stadt erfolgte über eine Holzbrücke in einen Innenhof und das eigentliche Stadttor. Über ein Nebentor und eine Rampe war die Zufahrt von Fuhrgespannen in den Graben der nördlichen Stadthälfte möglich. Die Toranlage mit dem Waffenhof war durch zwei vorgelagerte Schanzen aus Erdaufschüttungen und massiven Stützmauern vor der Stadtmauer verstärkt. Ende des 19. Jahrhunderts wurde die Anlage den Anforderungen des wachsenden Verkehrs angepasst und außer dem Rundturm alle Bauwerke abgerissen.

### Historische Abbildungen

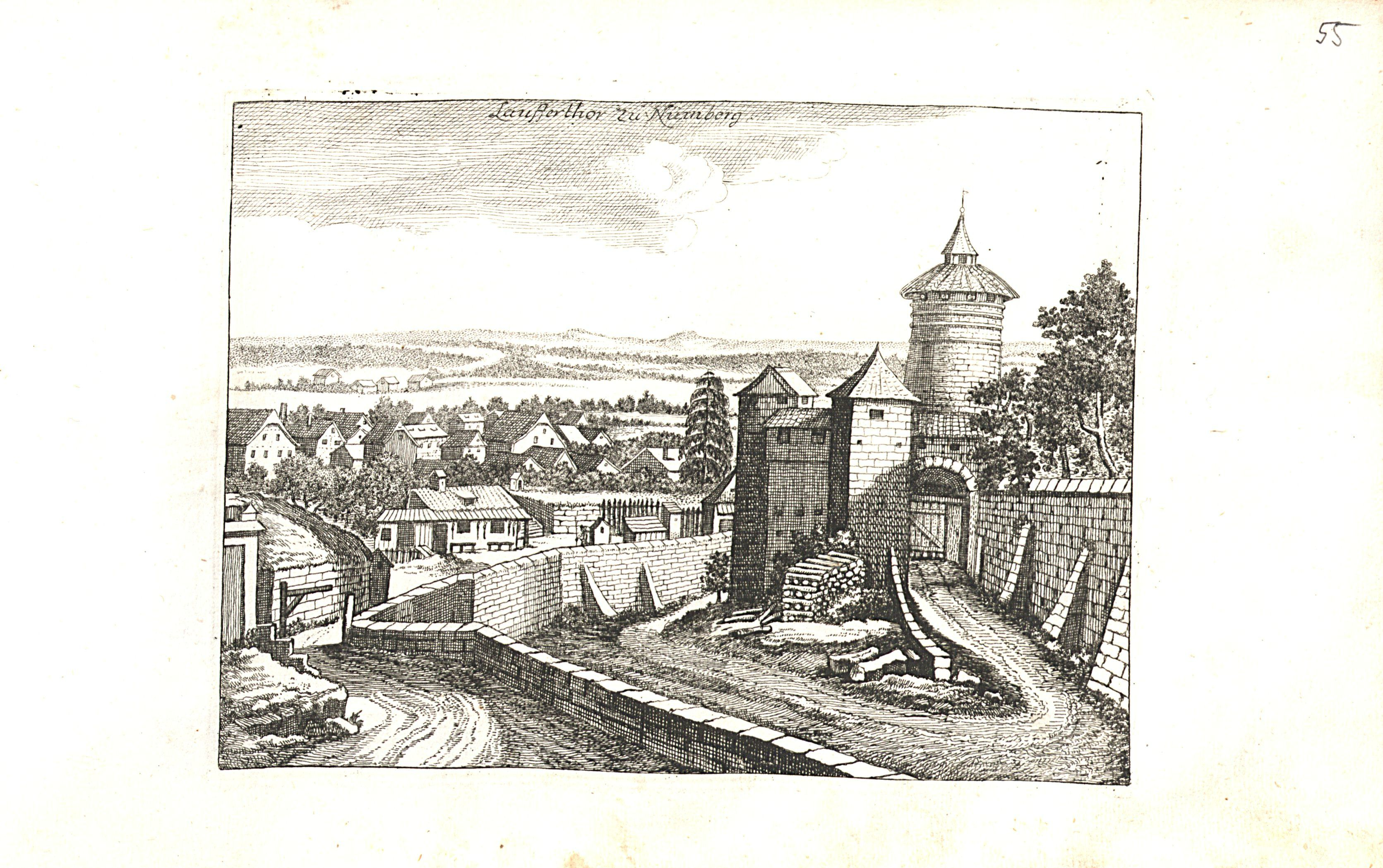
Laufer Thor, 1709
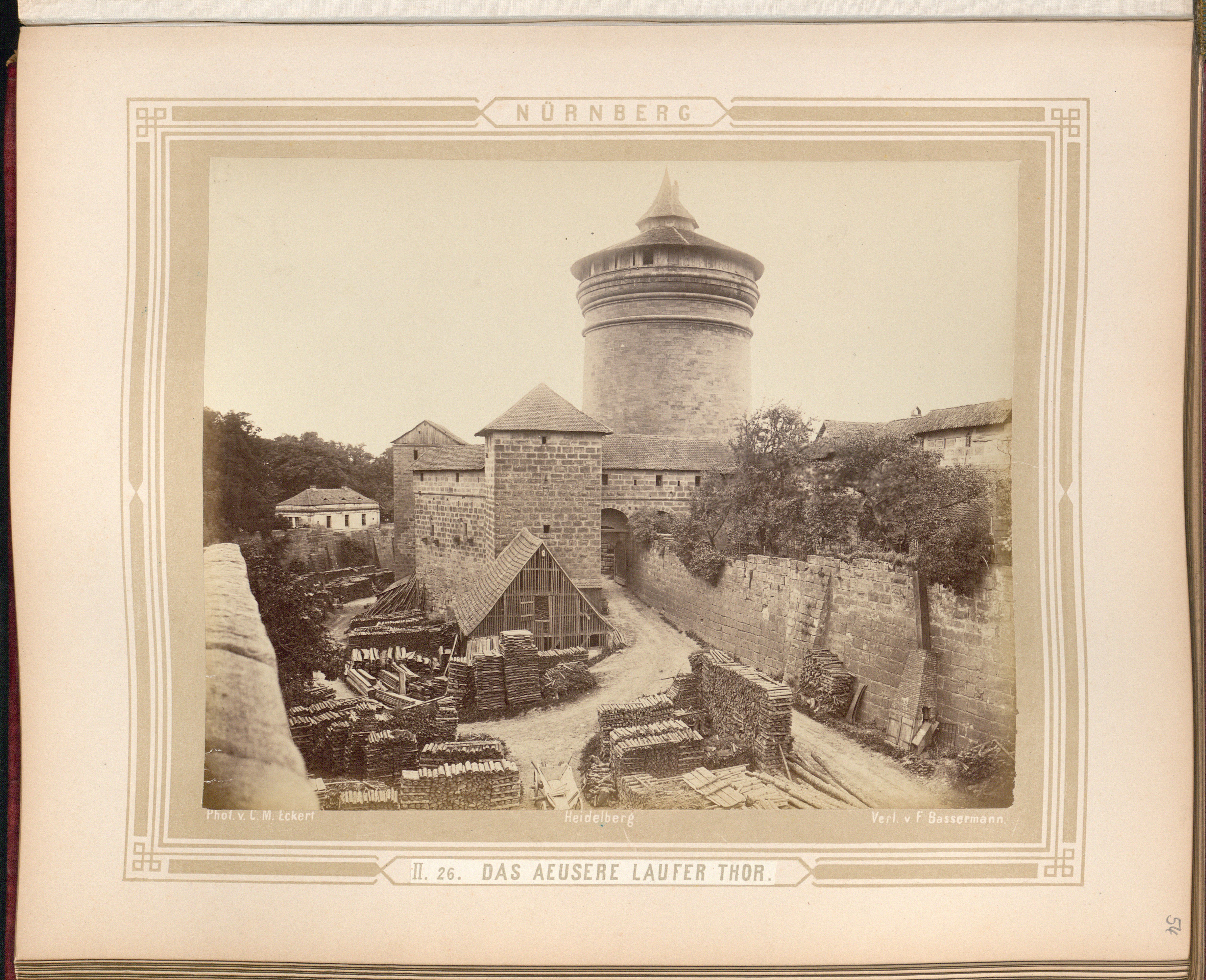
Laufer Thor, 1890
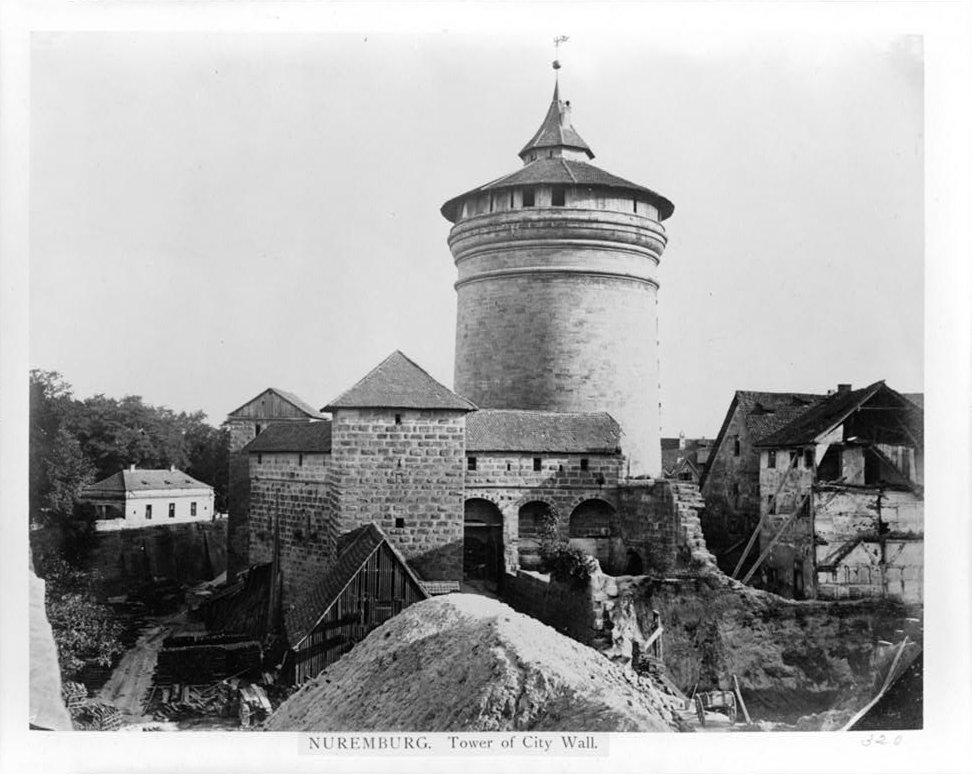
Abriss des Laufer Tors, Ende 19. Jahrhundert
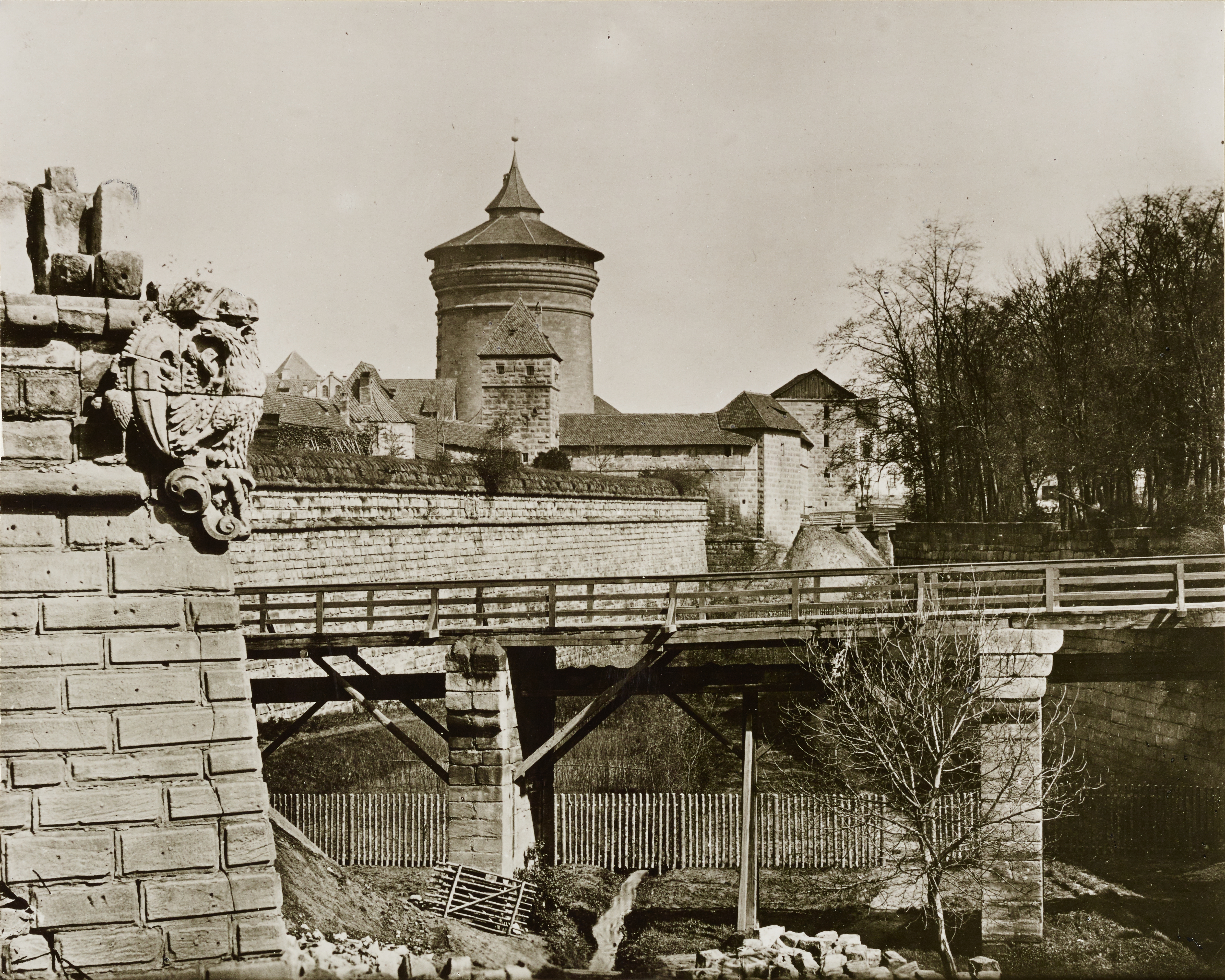
Laufertorturm, im Vordergrund Wöhrder Bastei und Brücke, etwa 1865

## Umgebung
Vom Laufer Tor nach Süden bis zur Pegnitz verläuft die Laufertormauer innerhalb der Stadtmauer (wobei die Stadtmauer zwischen Laufer Tor und Wöhrder Tor heute nicht mehr vorhanden ist). Die außerhalb der Stadtmauer gelegene Hauptverkehrsstraße heißt Laufertorgraben. Nördlich vom Laufer Tor befindet sich der Laufertorzwinger.
Etwa 50 Meter westlich des Turmes befindet sich der Eingang zum Laufertorkeller.

## Laufer Torturm

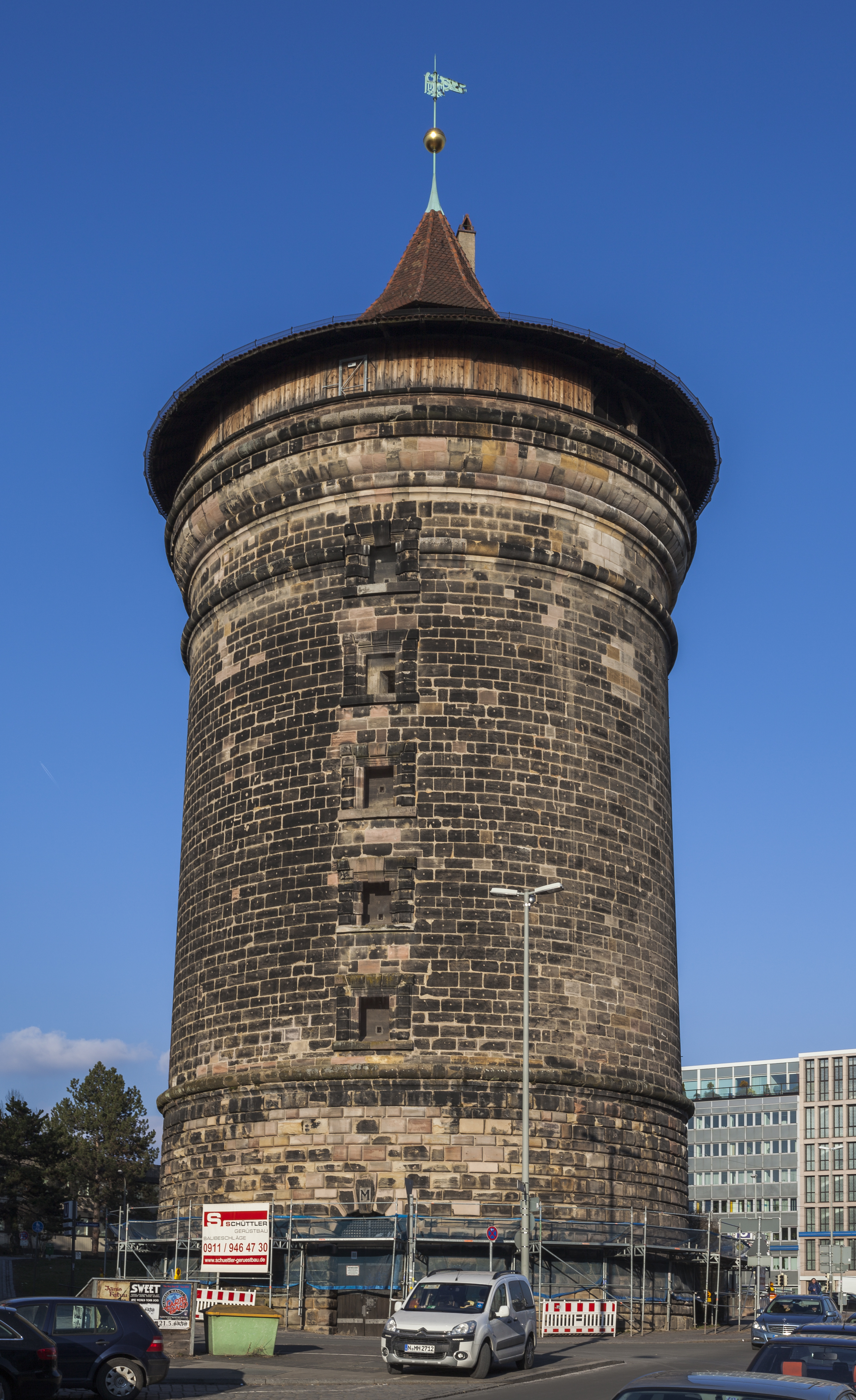
Der erhaltene Laufer Torturm in Nürnberg

Der Laufer Torturm ist einer der vier markanten, runden Haupttürme der Nürnberger Stadtbefestigung, seine alte Bezeichnung ist „Schwarz M“. Der Sandsteinquaderbau mit hohem Rustikasockel, Geschützplattform mit Zeltdach und Türmchenaufsatz ist vom Bayerischen Landesamt für Denkmalpflege als Baudenkmal (D-5-64-000-1183) ausgewiesen.
Im Inneren ist es ein quadratischer Turm (um 1377 entstanden) und 1556 rund ummantelt. 1552 wurde der Torturm im Zweiten Markgrafenkrieg stark beschädigt und nachfolgend vom Stadtbaumeister Jörg Unger zu dem noch heute stehenden Rundturm umgebaut.
Er steht heute leer und kann nicht besichtigt werden.

### Bunker
1941 wurde der Laufertorturm zum Bunker umgebaut. Er war damit einer der 15 Hoch- und 8 Tiefbunkern in Nürnberg. Mit einer Wanddicke von etwa vier Metern und einer verstärkten Decke von 1,4 Metern war er für den Bevölkerungsschutz prädestiniert. Auf sieben Etagen und einer Gesamtfläche von etwa 200 m² bot er offiziell Platz für 146 Personen. Eine Heizung, Waschgelegenheiten und Toiletten waren Bestandteil des Bunkers. Die Kosten für den Umbau des Laufertorturms zum Bunker beliefen sich damals auf rund 132.000 RM. Der Bunker ist nicht verbunden mit dem Bunkersystem des Laufertorkellers.